# التأثيرات الصحية للأطعمة شديدة التصنيع

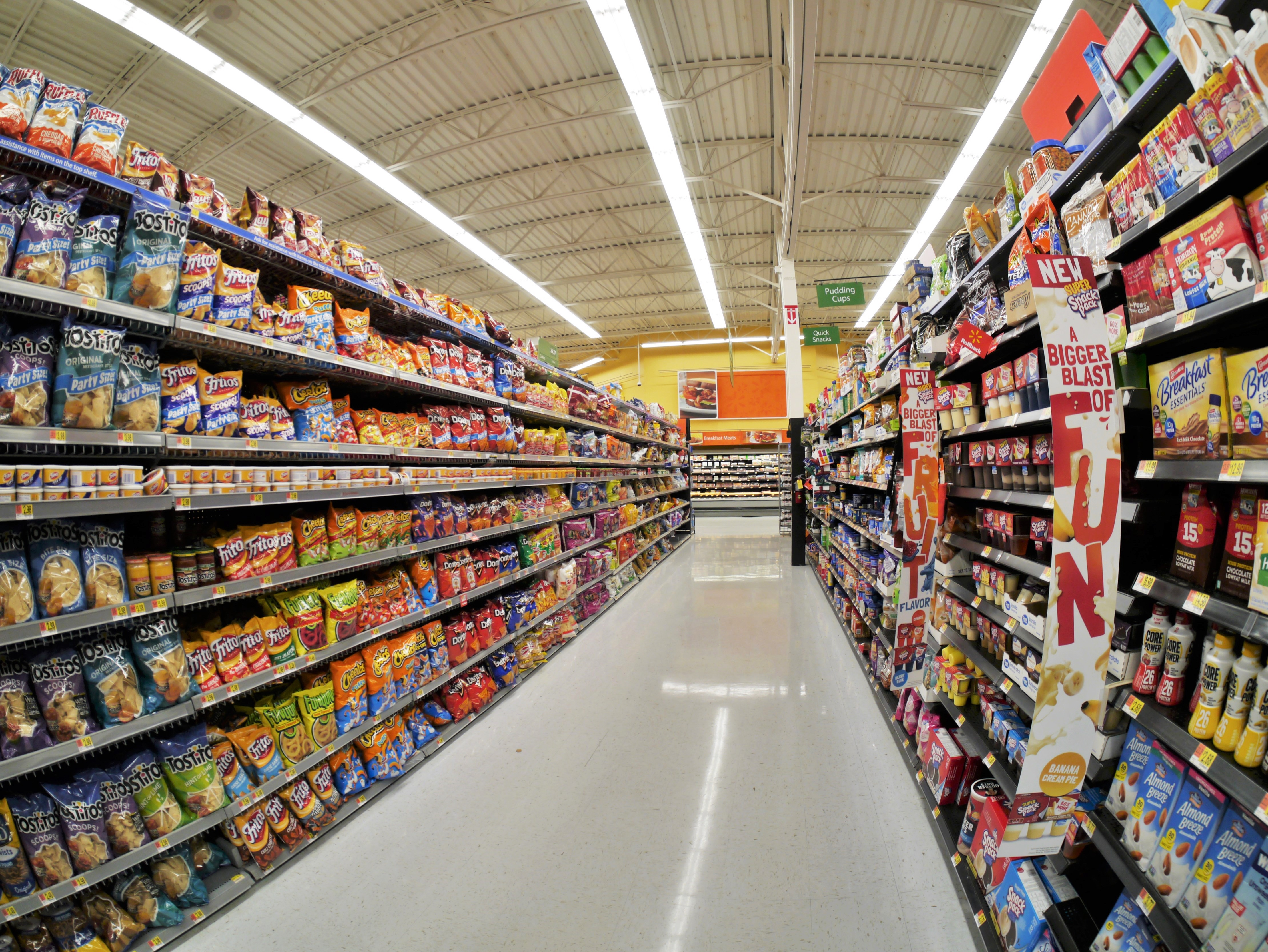
ممر سوبر ماركت يعرض العديد من الأطعمة شديدة المعالجة

الأطعمة فائقة المعالجة ( UPFs ) هي أطعمة مصنعة صناعياً ومصممة لتكون مريحة ولذيذة وبأسعار معقولة. تحتوي هذه الأطعمة غالبًا على مكونات وإضافات متعددة مثل المواد الحافظة والمحليات والملونات والمستحلبات، والتي لا توجد عادةً في مطابخ المنازل. حيث إنها تميل إلى أن تكون منخفضة الألياف ومرتفعة السعرات الحرارية والملح والدهون، والتي ترتبط بنتائج صحية سيئة عند تناولها بشكل مفرط. حيث تشمل الوجبات الخفيفة المعبأة، والمشروبات الغازية، والوجبات الجاهزة، واللحوم المصنعة.
إن تناول الأطعمة فائقة التصنيع له آثار صحية سلبية خطيرة على صحة الإنسان. وهي تشكل أحد الأسباب الرئيسية للأمراض المزمنة التي يمكن الوقاية منها والوفاة المبكرة على مستوى العالم. على سبيل المثال، يموت حوالي 678 ألف أمريكي كل عام بسبب أمراض غذائية مزمنة. كما يرتبط استهلاك الأطعمة فائقة المعالجة بارتفاع كبير في خطر الإصابة بالسمنة وارتفاع ضغط الدم ومرض السكري من النوع 2 وأمراض القلب والأوعية الدموية. بالإضافة إلى ذلك، فإن الأنظمة الغذائية الغنية بهذه الأطعمة يمكن أن تزيد من خطر الوفاة لأي سبب بنسبة 29%.

## التأثيرات الصحية لتناول الأطعمة فائقة التصنيع

### السمنة وزيادة الوزن
يرتبط استهلاك الأطعمة فائقة المعالجة ارتباطًا وثيقًا بالسمنة وزيادة الوزن. حيث يستهلك الأفراد الذين يتبعون نظامًا غذائيًا غنيًا بالأطعمة فائقة المعالجة ما يقرب من 500 سعر حراري أكثر يوميًا مقارنة بأولئك الذين يستهلكون الأطعمة غير المعالجة، وهذا يؤدي إلى زيادة الوزن بنحو رطل في الأسبوع.
صممت الأطعمة فائقة المعالجة لتكون ذات مذاق لذيذ للغاية، وعادةً ما تجمع بين مستويات عالية من السكر والدهون والملح لتعزيز النكهة والملمس. وفي الغالب تفتقر هذه الأطعمة إلى وجود الألياف والبروتين، والتي تكون ضرورية لتعزيز الشعور بالشبع وكذلك تساعد في تنظيم الشهية. بالإضافة إلى ذلك، فإن المؤشر الجلوكوزي المرتفع للعديد من الأطعمة شديدة المعالجة يمكن أن يسبب ارتفاعات وانخفاضات سريعة في مستويات السكر في الدم، مما يؤدي إلى تحفيز الجوع والإفراط في تناول الطعام.

### سرطان
الأشخاص الذين يستهلكون 10% أكثر من الأطعمة فائقة المعالجة لديهم خطر متزايد للإصابة بالسرطان بشكل عام وسرطان الثدي، إلى جانب خطر أعلى بنسبة 23% للإصابة بسرطان الرأس والرقبة وخطر أعلى بنسبة 24% للإصابة بسرطان الغدة المريئية. بالإضافة إلى ذلك، ارتبط الاستهلاك العالي للأطعمة فائقة المعالجة بزيادة خطر الإصابة بسرطان القولون وسرطان البنكرياس.

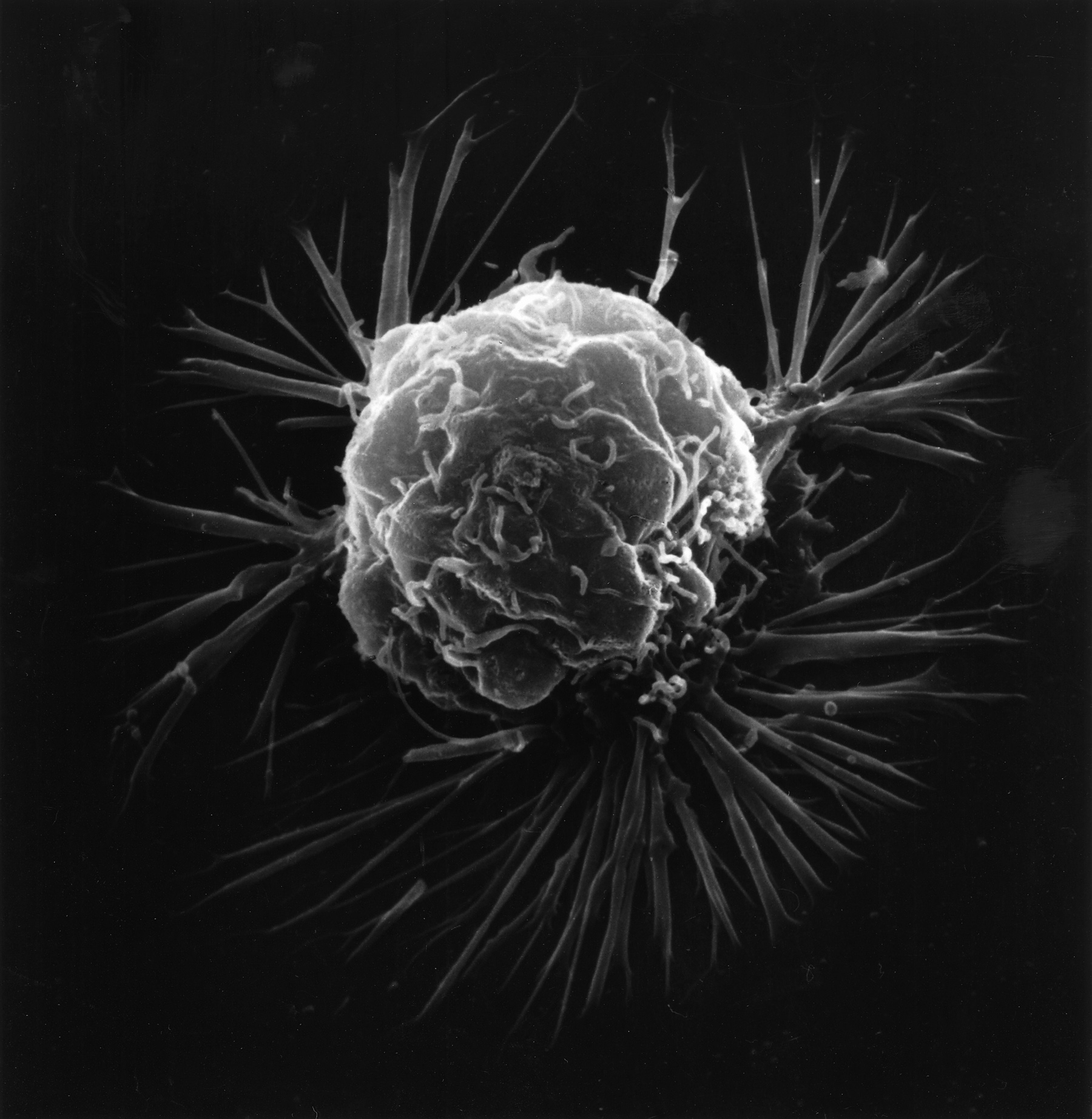
خلية سرطان الثدي، تم تصويرها بواسطة المجهر الإلكتروني الماسح، والذي ينتج صورًا ثلاثية الأبعاد. الشكل العام لسطح الخلية عند تكبير عالي جدًا. يمكن التعرف على الخلايا السرطانية بشكل أفضل من خلال التفاصيل الداخلية، ولكن الأبحاث باستخدام المجهر الإلكتروني الماسح يمكن أن تظهر كيفية استجابة الخلايا في البيئات المتغيرة ويمكن أن تظهر توزيع الخرائط لمواقع ربط الهرمونات والجزيئات البيولوجية الأخرى.

### السكري
وجدت دراسة تحليلية أجريت عام 2023 على 415.554 مشاركًا أن كل زيادة بنسبة 10% في استهلاك الأطعمة فائقة المعالجة تؤدي إلى زيادة خطر الإصابة بمرض السكري من النوع 2 بنسبة 12%. حيث يكون في الغالب ما تحتوي هذه الأطعمة على مؤشر نسبة سكر عالية، مما يؤدي إلى ارتفاع سريع في نسبة السكر في الدم، وهو أحد الأسباب الرئيسية للإصابة بمرض السكري من النوع 2. ويمكن القول ان هذه الأطعمة تحتوي على إضافات مثل المستحلبات والمحليات الصناعية التي قد تقوم بتعطيل ميكروبات الأمعاء والعمليات الأيضية، مما يساهم في زيادة خطر الإصابة بمرض السكري من النوع 2 ومقاومة الأنسولين.

### أمراض القلب والأوعية الدموية
تحتوي الأطعمة فائقة المعالجة غالبًا على دهون متحولة ومستويات عالية من الدهون المشبعة، والتي يمكن أن ترفع مستويات الكوليسترول السيئ (LDL) وتخفض مستويات الكوليسترول الجيد (HDL). يعتبر ارتفاع نسبة الكوليسترول الضار في الدم أحد عوامل الخطر الرئيسية للإصابة بتصلب الشرايين، وهي حالة يمكن أن تؤدي إلى النوبات القلبية والسكتات الدماغية والأوعية الدموية. يمكن أن يؤدي ارتفاع نسبة السكريات المضافة في العديد من الأطعمة فائقة المعالجة إلى السمنة والالتهابات وارتفاع ضغط الدم، وهذه كلها عوامل خطرة للإصابة بأمراض القلب والأوعية الدموية. غالبًا ما تحتوي الأطعمة شديدة المعالجة على كميات زائدة من الصوديوم، والتي يؤدي تناولها كثيرًا إلى ارتفاع ضغط الدم، وهو عامل خطر رئيسي لأمراض القلب.
توصي المنظمات الصحية في جميع أنحاء العالم، مثل منظمة الصحة العالمية (WHO) وجمعية القلب الأمريكية (AHA)، بتقليل تناول الأطعمة فائقة المعالجة لتقليل خطر الإصابة بأمراض القلب. حيث يقومون بالدفاع عن اتباع نظام غذائي غني بالفواكه والخضروات والحبوب الكاملة والبروتينات الخالية من الدهون لتعزيز صحة القلب والوقاية من أمراض القلب والأوعية الدموية.

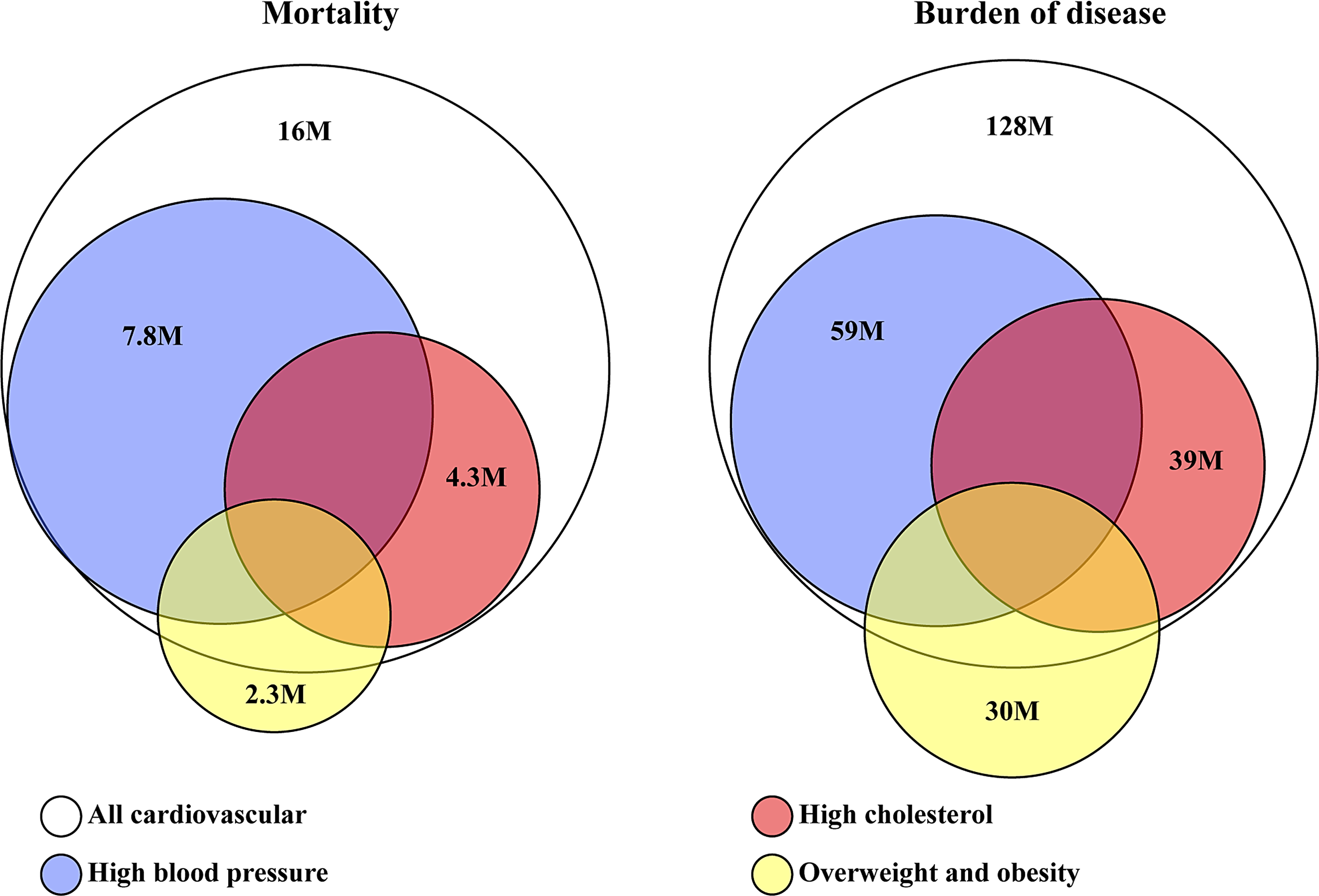
رسم بياني يوضح العبء العالمي لأمراض القلب والأوعية الدموية مع عوامل الخطر.

## كيفية التعرف على الأطعمة فائقة التصنيع
يمكن تحديد الأطعمة شديدة المعالجة من خلال قراءة ملصقات الأطعمة الموجودة على العبوات بعناية. وقد يشير ما يلي إلى طعام معالج للغاية:
- قائمة طويلة من المكونات: الأطعمة التي تحتوي على العديد من المكونات (غالبًا أكثر من ثلاثة)، وخاصة تلك التي لا يمكن العثور عليها في المطبخ، من المرجح أن تكون شديدة المعالجة. يمكن البحث عن بعض المكونات لتحديد هذه الأطعمة مثل السكر المضاف، والزيت النباتي، والمحليات الصناعية، والمواد الحافظة المتعددة، والمستحلبات، ومطيلات العمر الافتراضي مثل حمض السوربيك، وبروبيونات الكالسيوم، والداتيم، والأحادي جليسريد. [20] [2]
- السكريات الصناعية: تحتوي الأطعمة فائقة المعالجة التي تحتوي على سكريات صناعية عادةً على الأسبارتام أو السكرالوز أو أسيسولفام-ك أو السكرين أو ستيفيا. [20] غالبًا ما تُستخدم هذه المُحليات لتقليل محتوى السعرات الحرارية مع الحفاظ على الحلاوة، كما أن وجودها، إلى جانب الإضافات الأخرى، هو السمة المميزة للمعالجة المكثفة للأغذية. [21] [22]
- الادعاءات الموجودة على العبوات: غالبًا ما يتم تسويق الأطعمة شديدة المعالجة بشكل مكثف وتأتي في عبوات تحمل ادعاءات صحية مثل "قليلة الدهون" أو "خالية من السكر" أو "مدعمة بالفيتامينات". يمكن أن تخفي هذه الادعاءات أحيانًا المعالجة المكثفة التي تنطوي عليها. [18]